# Hardegg
Hardegg osztrák város Alsó-Ausztria Hollabrunni járásában. 2022 januárjában 1304 lakosa volt. Maga Hardegg (az önkormányzathoz tartozó falvak nélkül) mindössze 86 lakossal rendelkezik és ezzel Ausztria legkisebb városa.

## Elhelyezkedése

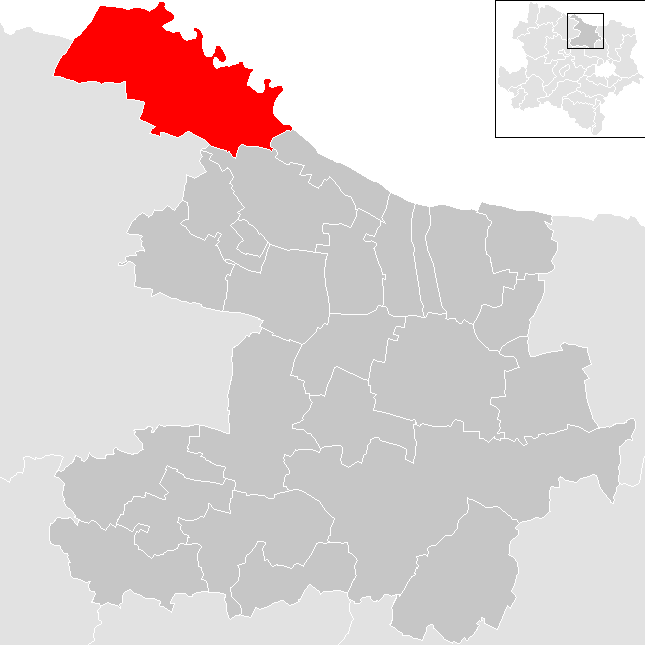
Hardegg a Hollabrunni járásban

Hardegg hagyományosan a tartomány Waldviertel régiójában fekszik, közigazgatásilag viszont a Hollabrunni járás részeként a Weinviertelhez tartozik. Az osztrák-cseh határt alkotó Thaya folyó jobb partján található a Gránit- és Gneiszfennsíkon. Területének 58,3%-a erdő, 37% áll mezőgazdasági művelés alatt. Az önkormányzat 9 települést egyesít:    Felling (119 lakos 2022-ben), Hardegg (86), Heufurth (76), Mallersbach (158), Merkersdorf (120), Niederfladnitz (285), Pleissing (138), Riegersburg (238) és Waschbach (84).
A környező önkormányzatok: délkeletre Retzbach és Retz, délnyugatra Weitersfeld, nyugatra Langau, északnyugatra Šafov és Podmyče, északra Vranov nad Dyjí, Horní Břečkov és Lukov nad Dyjí, északkeletre Podmolí, keletre Hnanice (utóbbi 7 Csehországban). 

## Története

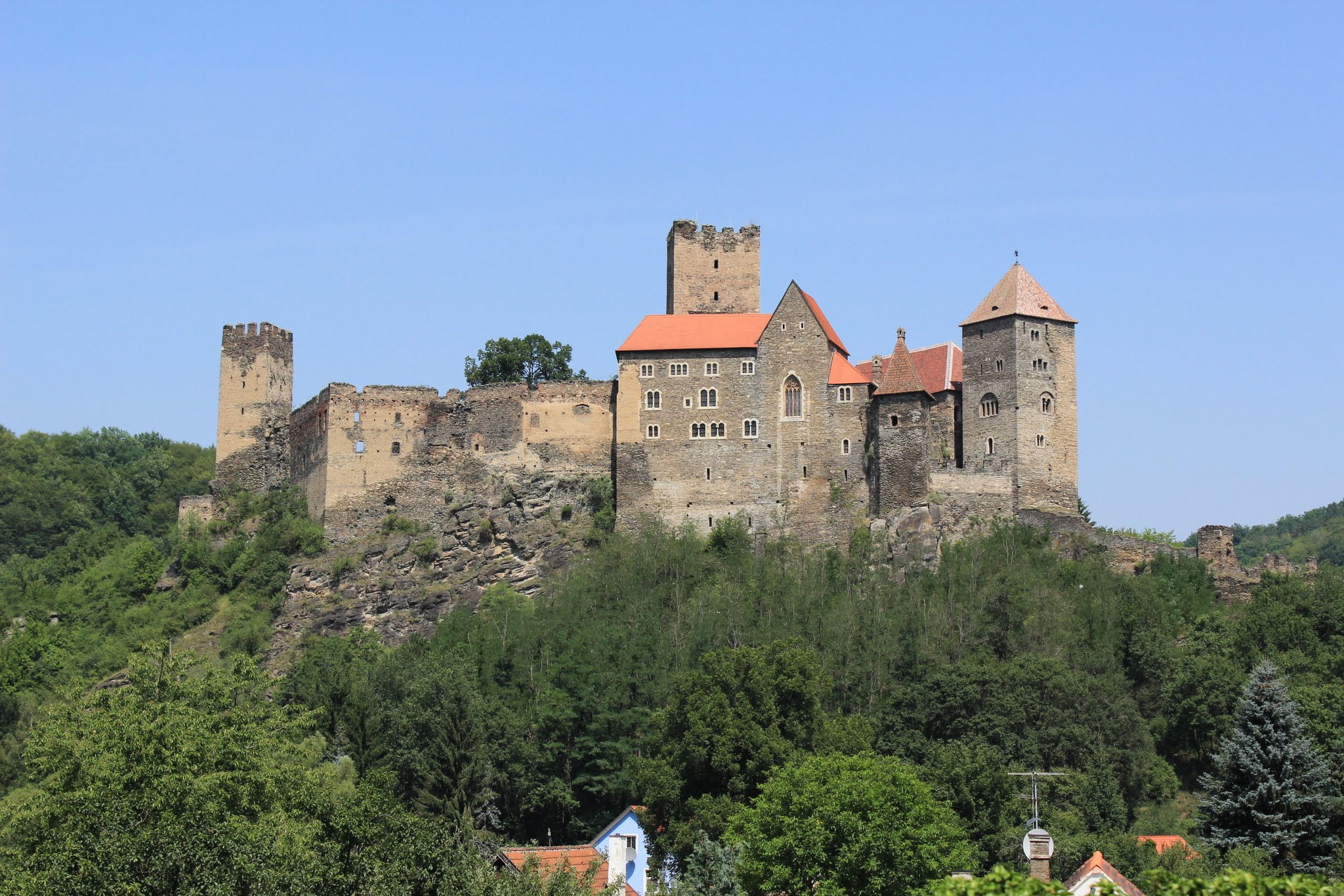
Hardegg vára

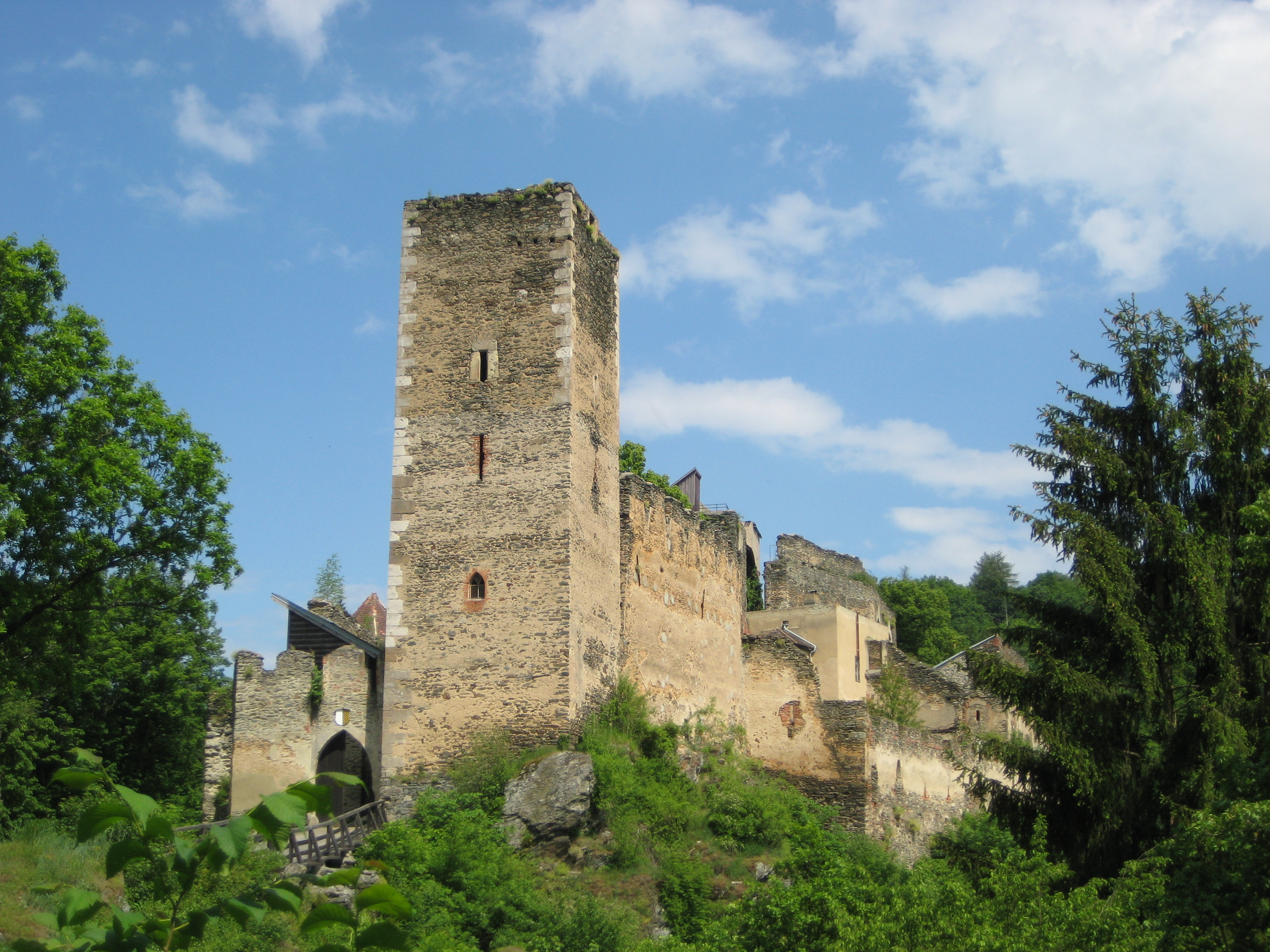
Kaja várának romjai

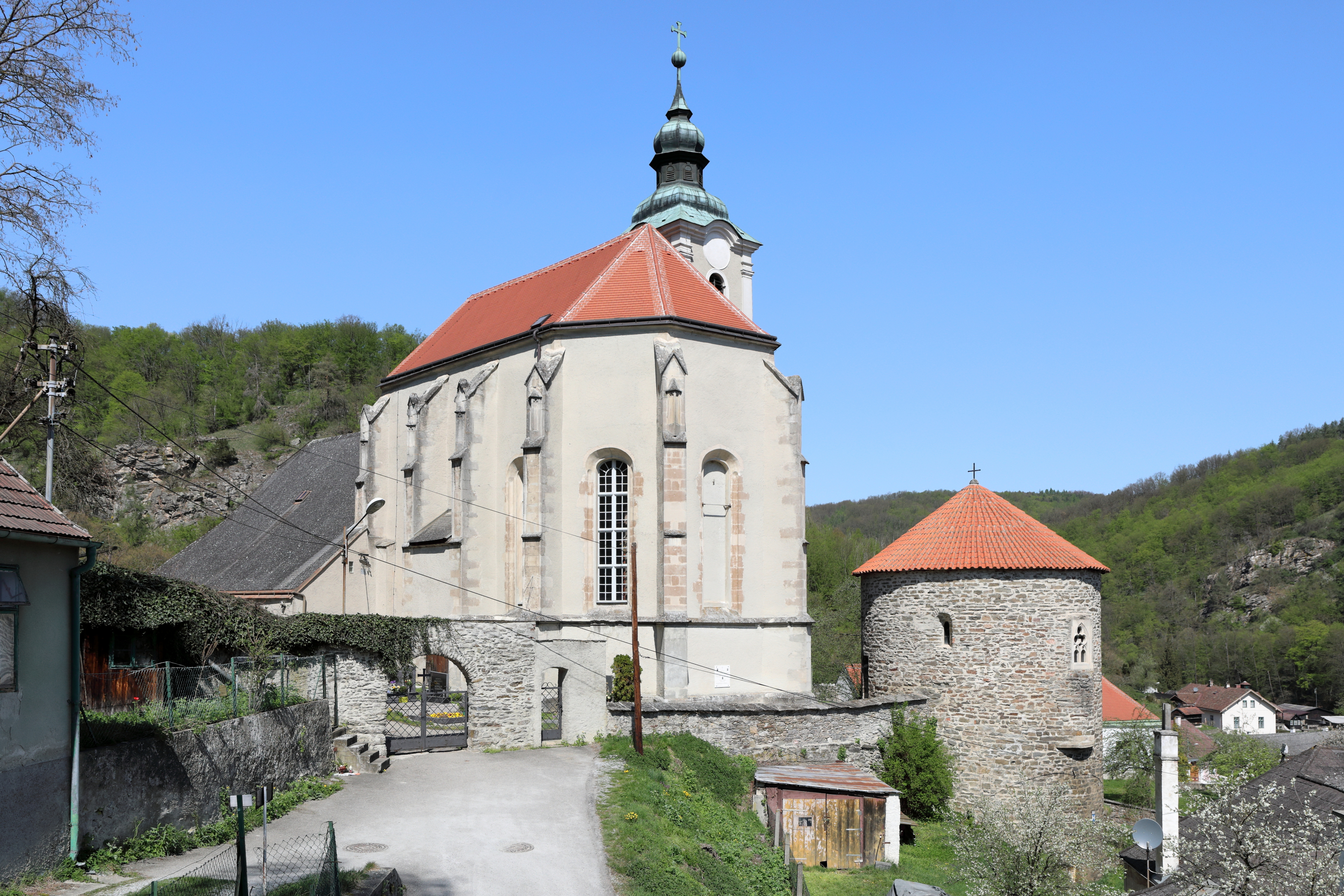
A Szt. Vitus-plébániatemplom és a csontkamra

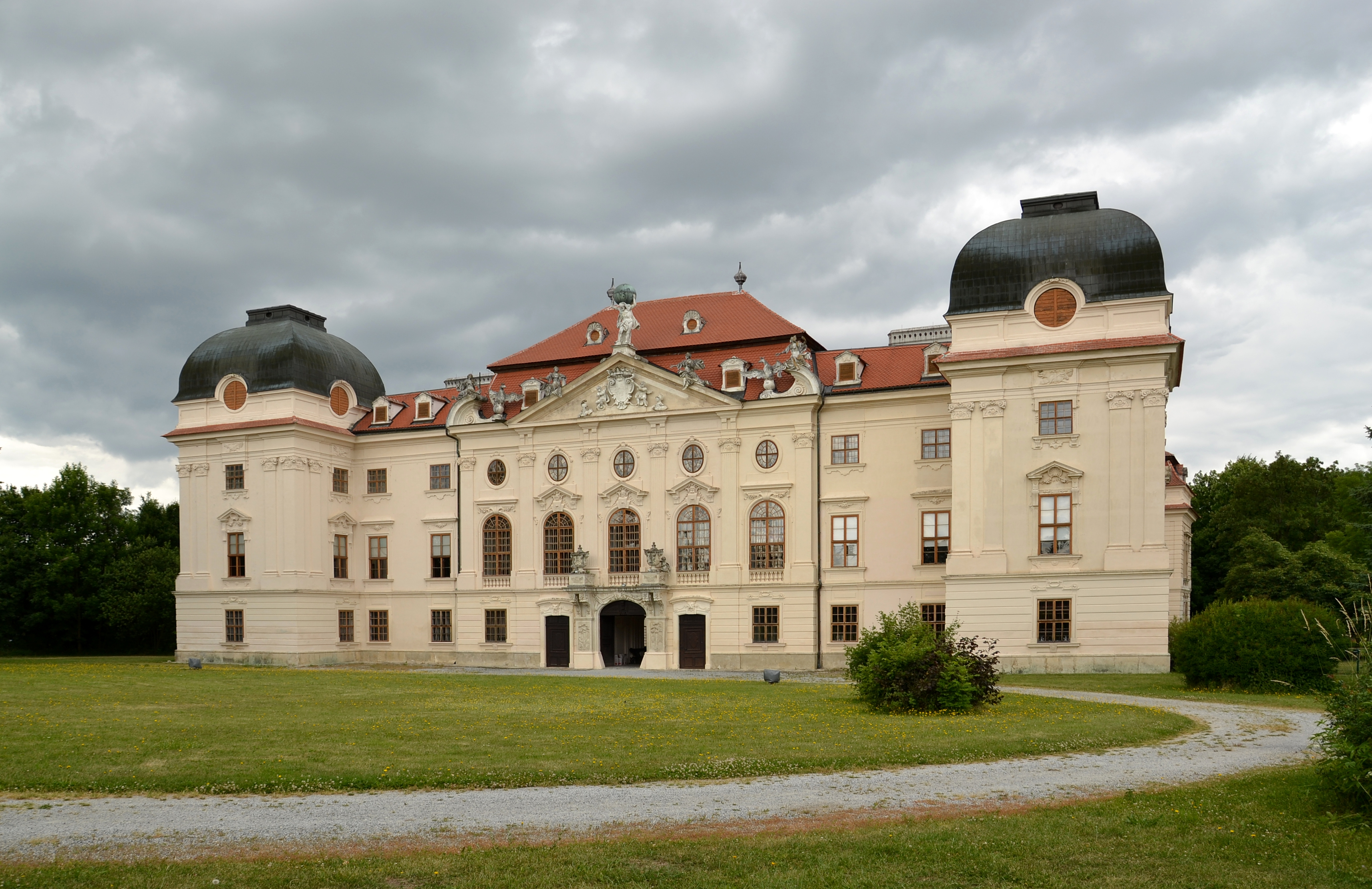
A riegersburgi kastély

Hardegg vára a 12. századtól a Plain grófok uradalmi központja volt. A Plain-Hardeggerek a 13. századra (a Kuenringek mellett) az Osztrák Hercegség egyik legbefolyásosabb nemesi családjává váltak. 1260-ban Otto és Konrad von Plain-Hardegg a magyarok ellen vívott csatában elesett, a birtokot pedig Berthold von Rabenswalde-Schwarzburg szerezte meg. Az uradalmi központ átkerült Retz városába, amelyet Berthold alapított. 1290-ben Hardegget már városként (civitas) említik. Templomát a 12. században alapították. 
1314-ben Hardegg grófságát Berthold unokaöccsei, Maidburg (Magdeburg) várgrófjai kapták meg. Ugyanakkor a birtok egy részét a felső-ausztriai Schaunberg grófok örökölték, emiatt a várat is két részre (mindegyikben külön kápolnával) kellett megosztani. 1380 körül a Maidburgok erővel megszerezték a teljes uradalmat. 1425-ben a husziták betörtek Alsó-Ausztriába és Retz városában nagy vérengzést hajtottak végbe, közel ezer embert megöltek. Elfogták Johann von Hardegg grófot is, aki két évnyi fogság után Prágában halt meg. 
A pénzzavarba került Maidburg-Hardeggek örökösödési szerződést kötöttek a Habsburgokkal, így amikor 1483-ban a család férfiágon kihalt, a vár I. Miksa császáré lett. Miksa előbb Pösing grófnak adta oda, majd 1495-ben Heinrich von Prüschenk kapta meg, aki egyúttal birodalmi grófi címet is kapott (leszármazottját, Ferdinand von Prüschenket 1594-ben kivégezték, mert feladta a törökök által ostromlott Győrt).
A harmincéves háborút követően a várat elhanyagolták. A Prüschenk-Hardegg család eladta a St. Julien nemzetségnek, majd 1730-ban a Khevenhüller grófoké lett. Az erődöt Johann Carl von Khevenhüller építette újjá a 19. század végén. A város gazdaságának alapjául a 17-19. században a textilgyártás, a gombgyártás, valamint egy lőporüzem szolgált.
1972-ben a szomszédos Merkersdorf és Riegersburg-Pleißing községeket Hardegg városához csatolták, majd 1975-ben Niederfladnitzot is. 1990-ben megnyitották a Thayán át Csehországba vezető hidat. 

## Lakosság
A hardeggi önkormányzat területén 2022 januárjában 1304 fő élt. A lakosságszám 1890 óta többé-kevésbé csökkenő tendenciát mutat. 2020-ban az ittlakók 94,5%-a volt osztrák állampolgár; a külföldiek közül 1,6% a régi (2004 előtti), 3,6% az új EU-tagállamokból érkezett. 0,1% az egykori Jugoszlávia (Szlovénia és Horvátország nélkül) vagy Törökország, 0,2% egyéb országok polgára volt. 2001-ben a lakosok 93,8%-a római katolikusnak, 4,8% pedig felekezeten kívülinek vallotta magát. Ugyanekkor a legnagyobb nemzetiségi csoportot a németek (96,6%) mellett a csehek alkották 2,1%-kal.
A népesség változása:

| 2016 | 1 309 |
| 2018 | 1 309 |

## Látnivalók
- a hardeggi vár és az ún. Óratorony
- Kaja várának romjai
- a riegersburgi kastély
- a niederflatnitzi kastély

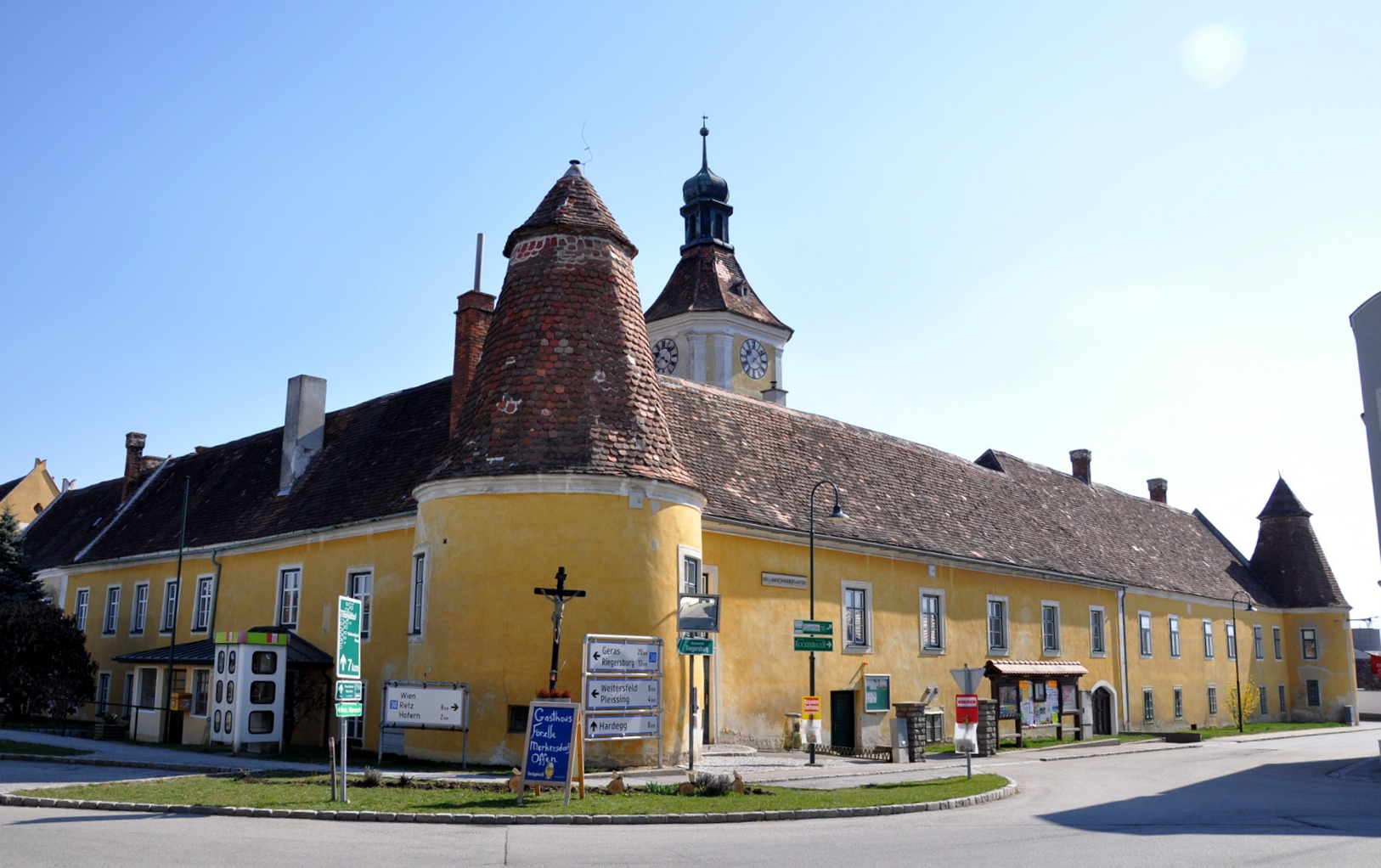
A niederflatnitzi kastély

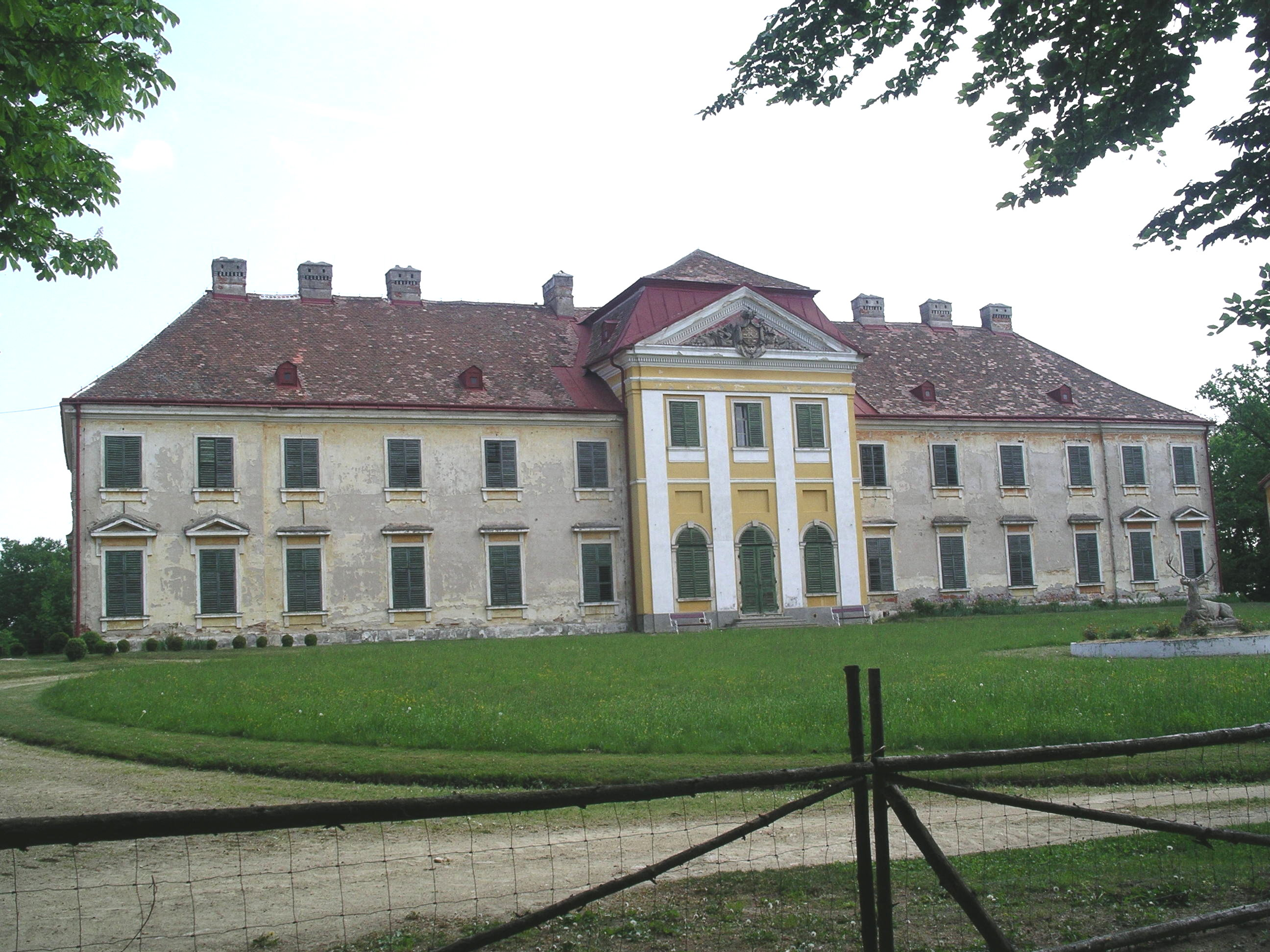
A niederflatnitzi Karlslust-kastély

- a niederflatnitzi Karlslust-kastély
- a hardeggi Szt. Vitus-plébániatemplom és középkori csontkamrája
- a fellingi Szt. Péter- és Pál-plébániatemplom
- a niederfladnitzi Mária mennybevétele-plébániatemplom
- a pleissingi Szt. Kunigunda-plébániatemplom
- a panorámaszekrény-múzeum
- a Thaya-völgyi Nemzeti Park

## Híres hardeggiek
- Freddy Quinn (1931-), énekes, színész

## Fordítás
- Ez a szócikk részben vagy egészben  a   Hardegg (Niederösterreich) című német Wikipédia-szócikk ezen változatának fordításán alapul.  Az eredeti cikk szerkesztőit annak laptörténete sorolja fel. Ez a jelzés csupán a megfogalmazás eredetét és a szerzői jogokat jelzi, nem szolgál a cikkben szereplő információk forrásmegjelöléseként.